# Comuna Tichilești, Brăila
Tichilești (în trecut, și Frumușica sau Chehaia/Chihaia) este o comună în județul Brăila, Muntenia, România, formată din satele Albina și Tichilești (reședința).
Între anii 1417-1829 a făcut parte din Raiaua Brăila (Kaza Ibrail) a Imperiului Otoman.

## Așezare
Comuna se află în estul județului, pe malul stâng al Dunării, la sud de reședința de județ Brăila. Este traversată de șoseaua națională DN21, care leagă Brăila de Slobozia și de șoseaua județeană DJ212, care se ramifică din acest drum la Chiscani și care o leagă spre sud de Gropeni, Stăncuța, Berteștii de Jos și Mihail Kogălniceanu (ultima în județul Ialomița, unde drumul se termină în DN2A).

## Demografie
Componența etnică a comunei Tichilești
     Români (94,74%)
     Alte etnii (0,23%)
     Necunoscută (5,03%)
Componența confesională a comunei Tichilești
     Ortodocși (94,12%)
     Alte religii (0,64%)
     Necunoscută (5,24%)
Conform recensământului efectuat în 2021, populația comunei Tichilești se ridică la 3.419 locuitori, în scădere față de recensământul anterior din 2011, când fuseseră înregistrați 3.864 de locuitori. Majoritatea locuitorilor sunt români (94,74%), iar pentru 5,03% nu se cunoaște apartenența etnică. Din punct de vedere confesional, majoritatea locuitorilor sunt ortodocși (94,12%), iar pentru 5,24% nu se cunoaște apartenența confesională.

## Politică și administrație
Comuna Tichilești este administrată de un primar și un consiliu local compus din 13 consilieri. Primarul, Gicu Davidescu[*], de la Partidul Național Liberal, este în funcție din 2004. Începând cu alegerile locale din 2024, consiliul local are următoarea componență pe partide politice:
|  | Partid                    | Consilieri | Componența Consiliului | Componența Consiliului | Componența Consiliului | Componența Consiliului | Componența Consiliului | Componența Consiliului | Componența Consiliului | Componența Consiliului |
|  | ------------------------- | ---------- | ---------------------- | ---------------------- | ---------------------- | ---------------------- | ---------------------- | ---------------------- | ---------------------- | ---------------------- |
|  | Partidul Național Liberal | 8          |                        |                        |                        |                        |                        |                        |                        |                        |
|  | Partidul Social Democrat  | 3          |                        |                        |                        |                        |                        |                        |                        |                        |
|  | Partidul S.O.S. România   | 2          |                        |                        |                        |                        |                        |                        |                        |                        |

## Istorie
La sfârșitul secolului al XIX-lea, comuna Tichilești făcea parte din plasa Vădeni a județului Brăila și avea în compunere satele Tichilești și Ciucea, cu 2460 de locuitori. În comună funcționau o școală mixtă și o biserică construită de locuitori în 1854.
În 1925, comuna avea 2200 de locuitori, aceleași sate în componență și era inclusă în plasa Silistraru a aceluiași județ.
În 1950, a fost inclusă în raionul Brăila al regiunii Galați, până în 1968. Atunci, în actuala componență a revenit la județul Brăila, reînființat. Satul Ciucea a primit numele de Albina în 1964.

## Personalități
- Constantin Sandu-Aldea (1874 - 1927), inginer agronom, scriitor.